# ريك وايتسمان
ريك وايتسمان (بالإنجليزية: Rick Weitzman)‏ مواليد 30 أبريل 1946، هو لاعب كرة سلة أمريكي سابق. بدأ مسيرته الاحترافية في سنة 1967. تم اختياره من قبل فريق بوسطن سيلتكس خلال الدرافت. حمل الرقم 26. يبلغ طوله 6 قدم 2 بوصة (1.9 م). اعتزل اللعب في 1969.

## روابط خارجية
- ريك وايتسمان على موقع إن بي أي (الإنجليزية)
- ريك وايتسمان على موقع سبورتس رفرنس (الإنجليزية)
- ريك وايتسمان على موقع ريلجم (الإنجليزية)
- ريك وايتسمان على موقع بروبوليرز (الإنجليزية)